# رويل يانسين
رويل يانسين (بالهولندية: Roel Janssen)‏ (16 يونيو 1990 في هولندا - ) هو لاعب كرة قدم هولندي في مركز الدفاع. لعب مع في في في فينلو وفورتونا سيتارد.

## روابط خارجية
- رويل يانسين على موقع قاعدة بيانات كرة القدم.إي يو (الإنجليزية)
- رويل يانسين على موقع Soccerway.com (الإنجليزية)
- رويل يانسين على موقع عالم كرة القدم.نت (الإنجليزية)